# یواس‌اس پیکاک (ای‌ام-۴۶)
یواس‌اس پیکاک (ای‌ام-۴۶) (به انگلیسی: USS Peacock (AM-46)) یک کشتی بود که طول آن ۱۸۷ فوت ۱۰ اینچ (۵۷٫۲۵ متر) بود. این کشتی در سال ۱۹۱۹ ساخته شد.